# Alue Keutapang (Bandar Dua)
Alue Keutapang is een bestuurslaag in het regentschap Pidie Jaya van de provincie Atjeh, Indonesië. Alue Keutapang telt 495 inwoners (volkstelling 2010).